# Brutus de Bretagne
Pour les articles homonymes, voir Brutus et Bretagne (homonymie).
Brutus de Bretagne, Brutus de Troye (Bryttys  en gallois, Brut en français) ou Brutus le Troyen, est le premier roi légendaire des Bretons insulaires. Il fait son apparition dans le récit en latin de Geoffroy de Monmouth, l’Historia regum Britanniae en 1135, qui lui-même s’inspire de l’Historia Brittonum, une compilation effectuée par Nennius entre 796 et 826. Brutus aurait vécu vers 1100 av. J.-C. et son règne aurait duré 23 ans.
Cette histoire est à la source de la légende de l'origine troyenne des Bretons insulaires. Cette mythologie de l'île de Bretagne s’est forgée en breton et en latin, à partir du Xe siècle, dans des monastères de l’île de Bretagne et se serait propagée très vite de l’autre côté de la Manche, en Armorique. Selon Léon Fleuriot, la matière remonterait à 630.

## Historia regum Britanniae
Après la guerre de Troie, Énée arrive en Italie, avec son fils Ascagne et devient le maître du royaume des Romains. Ascagne eut un fils nommé Silvius. Ce dernier engendra un fils qui, selon les augures, tuerait son père et sa mère. Celle-ci meurt en mettant au monde un garçon nommé « Brutus », à cause des circonstances de sa naissance. Alors qu’il n’est encore qu’un enfant, Brutus tue accidentellement son père Silvius avec une flèche. 
Chassé d’Italie pour son crime, il se rend en Grèce où il rencontre des Troyens descendants de Priam, réduits en esclavage par Pandrasus. Brutus devient alors leur chef et leur commande d’aller se réfugier dans la forêt. Une lettre est envoyée au roi Pandrasus, lui demandant de leur rendre la liberté. La requête est refusée, le roi décide de mater la révolte. À l’issue d’une ultime bataille l’armée grecque est massacrée, la défaite est totale. Le roi est fait prisonnier avec les survivants. En échange de la vie sauve, il est décidé que la fille du roi, Innogen, épouse Brutus, de l’argent est promis à ceux qui veulent partir et un tiers du royaume pour ceux qui veulent rester.
Brutus et une partie des Troyens décident de partir. Après deux jours de navigation, ils abordent l’île de Loegetia, déserte mais giboyeuse, avec un temple de Diane. Brutus va sacrifier à la déesse qui lui indique, dans un rêve, une île au-delà de la Gaule, où lui et ses compagnons trouveront une nouvelle Troie.
Ils reprennent la mer et après une longue navigation, ils abordent en Maurétanie, qu’ils dévastent entièrement. Remplis de provisions, les bateaux arrivent aux colonnes d'Hercule, puis en mer Tyrrhénienne. Ils rencontrent d’autres Troyens, commandés par Corineus, qui fait alliance avec Brutus et décide de le suivre. Un nouveau périple les amène en Aquitaine, puis dans l’estuaire de la Loire.
Une guerre éclate avec le roi des Poitevins Goffarius Pictus, dont l’armée est mise en pièces. Goffarus va chercher de l’aide auprès des douze rois de la Gaule, qui acceptent d’attaquer l’armée de Brutus. Pendant ce temps, les Troyens dévastent et pillent l’Aquitaine et tuent les habitants. Puis, Brutus fonde une ville, où il installe son camp, en attendant la bataille. Les Gaulois, trente fois plus nombreux contraignent leurs ennemis à se retrancher dans leur camp. Le lendemain, Brutus fait une sortie et attaque les Gaulois qui sont pris à revers par l’armée de Corineus, qui avait discrètement quitté le camp. Un neveu de Brutus, nommé Turnus, meurt après avoir tué six cents hommes ; c’est lui qui aurait donné son nom à la ville de Tours. Les Troyens gagnent la bataille puis prennent la mer, les bateaux chargés de trésors. Ils arrivent dans l’île que Diane a indiquée à leur chef.

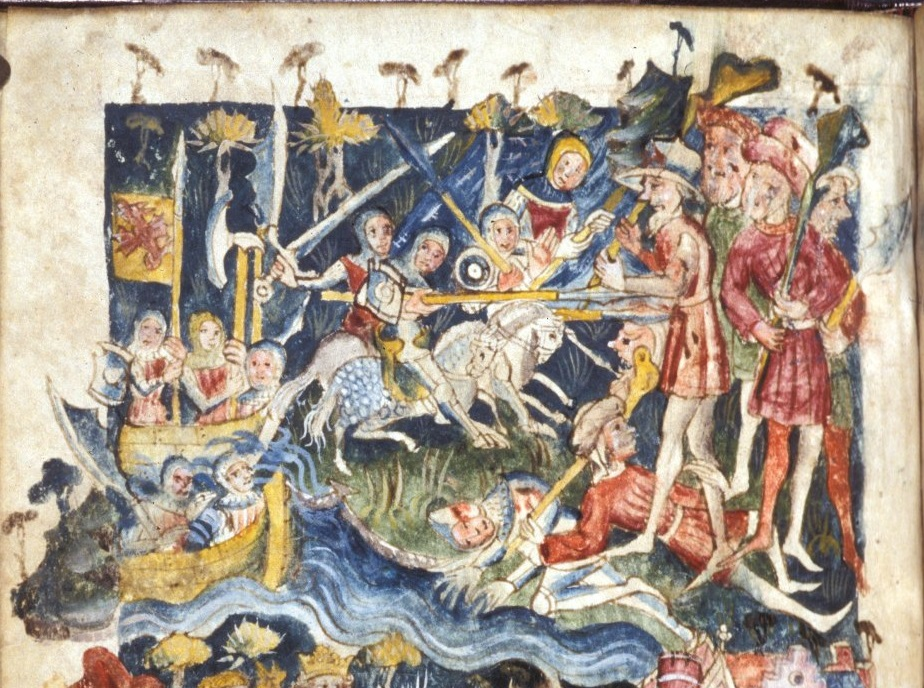
Combat entre les troupes de Brutus et les Géants d'Albion (peinture du XVe siècle).

L’île s’appelle Albion, sa nature est riche et elle n’est peuplée que de géants qui sont rapidement exterminés. La terre est cultivée, des maisons sont construites. Brutus donne son nom à l’île, dont les nouveaux habitants sont nommés « Bretons » et parlent la langue bretonne. Corineus nomme sa province « Corinée », c’est-à-dire Cornouailles. Brutus fonde une nouvelle ville sur la Tamise, une nouvelle Troie qui prendra plus tard le nom de Trinovantum, à l’emplacement de l’actuelle ville de Londres. Il institue un code de loi pour son peuple, avant de mourir. Avec sa femme Innogen, il a eu trois fils qui, à sa mort, se partagent son royaume :
- Locrinus hérite du centre de l’île et lui donne son nom Loegrie,
- Kamber s’installe à l’ouest et nomme son héritage Cambrie (actuel pays de Galles),
- Albanactus va dans le nord et crée l’Albanie (Écosse).

Selon Geoffroy de Monmouth, la mort de Brutus est contemporaine du règne d’Eli, quand l’Arche d'alliance était aux mains des Philistins et Troie dirigée par les fils d’Hector.
|                               |                               |                               |                               |                               |                               |  |  |                        |  |  |  |  |  |  |  | Énée                                     |                                          |                                          |                                          |                                          |                                          |  |  |                       |                       |                       |                       |                       |                       |  |  |                          |                          |                          |                          |                          |                          |  |  |
|                               |                               |                               |                               |                               |                               |  |  |                        |  |  |  |  |  |  |  |                                          |                                          |                                          |                                          |                                          |                                          |  |  |                       |                       |                       |                       |                       |                       |  |  |                          |                          |                          |                          |                          |                          |  |  |
|                               |                               |                               |                               |                               |                               |  |  |                        |  |  |  |  |  |  |  | Ascagne                                  |                                          |                                          |                                          |                                          |                                          |  |  |                       |                       |                       |                       |                       |                       |  |  |                          |                          |                          |                          |                          |                          |  |  |
|                               |                               |                               |                               |                               |                               |  |  |                        |  |  |  |  |  |  |  |                                          |                                          |                                          |                                          |                                          |                                          |  |  |                       |                       |                       |                       |                       |                       |  |  |                          |                          |                          |                          |                          |                          |  |  |
|                               |                               |                               |                               |                               |                               |  |  |                        |  |  |  |  |  |  |  | Silvius                                  |                                          |                                          |                                          |                                          |                                          |  |  |                       |                       |                       |                       |                       |                       |  |  |                          |                          |                          |                          |                          |                          |  |  |
|                               |                               |                               |                               |                               |                               |  |  |                        |  |  |  |  |  |  |  |                                          |                                          |                                          |                                          |                                          |                                          |  |  |                       |                       |                       |                       |                       |                       |  |  |                          |                          |                          |                          |                          |                          |  |  |
| Corineus roi de Cornouailles  | Corineus roi de Cornouailles  | Corineus roi de Cornouailles  | Corineus roi de Cornouailles  | Corineus roi de Cornouailles  | Corineus roi de Cornouailles  |  |  |                        |  |  |  |  |  |  |  | Brutus 1er roi de Bretagne               | Brutus 1er roi de Bretagne               | Brutus 1er roi de Bretagne               | Brutus 1er roi de Bretagne               | Brutus 1er roi de Bretagne               | Brutus 1er roi de Bretagne               |  |  |                       |                       |                       |                       |                       |                       |  |  | Innogen                  | Innogen                  | Innogen                  | Innogen                  | Innogen                  | Innogen                  |  |  |
| Corineus roi de Cornouailles  | Corineus roi de Cornouailles  | Corineus roi de Cornouailles  | Corineus roi de Cornouailles  | Corineus roi de Cornouailles  | Corineus roi de Cornouailles  |  |  |                        |  |  |  |  |  |  |  | Brutus 1er roi de Bretagne               | Brutus 1er roi de Bretagne               | Brutus 1er roi de Bretagne               | Brutus 1er roi de Bretagne               | Brutus 1er roi de Bretagne               | Brutus 1er roi de Bretagne               |  |  |                       |                       |                       |                       |                       |                       |  |  | Innogen                  | Innogen                  | Innogen                  | Innogen                  | Innogen                  | Innogen                  |  |  |
|                               |                               |                               |                               |                               |                               |  |  |                        |  |  |  |  |  |  |  |                                          |                                          |                                          |                                          |                                          |                                          |  |  |                       |                       |                       |                       |                       |                       |  |  |                          |                          |                          |                          |                          |                          |  |  |
|                               |                               |                               |                               |                               |                               |  |  |                        |  |  |  |  |  |  |  |                                          |                                          |                                          |                                          |                                          |                                          |  |  |                       |                       |                       |                       |                       |                       |  |  |                          |                          |                          |                          |                          |                          |  |  |
| Guendoloena reine de Bretagne | Guendoloena reine de Bretagne | Guendoloena reine de Bretagne | Guendoloena reine de Bretagne | Guendoloena reine de Bretagne | Guendoloena reine de Bretagne |  |  |                        |  |  |  |  |  |  |  | Locrinus roi de Loegrie puis de Bretagne | Locrinus roi de Loegrie puis de Bretagne | Locrinus roi de Loegrie puis de Bretagne | Locrinus roi de Loegrie puis de Bretagne | Locrinus roi de Loegrie puis de Bretagne | Locrinus roi de Loegrie puis de Bretagne |  |  | Kamber roi de Cambrie | Kamber roi de Cambrie | Kamber roi de Cambrie | Kamber roi de Cambrie | Kamber roi de Cambrie | Kamber roi de Cambrie |  |  | Albanactus roi d’Albanie | Albanactus roi d’Albanie | Albanactus roi d’Albanie | Albanactus roi d’Albanie | Albanactus roi d’Albanie | Albanactus roi d’Albanie |  |  |
| Guendoloena reine de Bretagne | Guendoloena reine de Bretagne | Guendoloena reine de Bretagne | Guendoloena reine de Bretagne | Guendoloena reine de Bretagne | Guendoloena reine de Bretagne |  |  |                        |  |  |  |  |  |  |  | Locrinus roi de Loegrie puis de Bretagne | Locrinus roi de Loegrie puis de Bretagne | Locrinus roi de Loegrie puis de Bretagne | Locrinus roi de Loegrie puis de Bretagne | Locrinus roi de Loegrie puis de Bretagne | Locrinus roi de Loegrie puis de Bretagne |  |  | Kamber roi de Cambrie | Kamber roi de Cambrie | Kamber roi de Cambrie | Kamber roi de Cambrie | Kamber roi de Cambrie | Kamber roi de Cambrie |  |  | Albanactus roi d’Albanie | Albanactus roi d’Albanie | Albanactus roi d’Albanie | Albanactus roi d’Albanie | Albanactus roi d’Albanie | Albanactus roi d’Albanie |  |  |
|                               |                               |                               |                               |                               |                               |  |  |                        |  |  |  |  |  |  |  |                                          |                                          |                                          |                                          |                                          |                                          |  |  |                       |                       |                       |                       |                       |                       |  |  |                          |                          |                          |                          |                          |                          |  |  |
|                               |                               |                               |                               |                               |                               |  |  | Maddan roi de Bretagne |  |  |  |  |  |  |  |                                          |                                          |                                          |                                          |                                          |                                          |  |  |                       |                       |                       |                       |                       |                       |  |  |                          |                          |                          |                          |                          |                          |  |  |

## Spéculations et réalité
L’affirmation selon laquelle l'île de Bretagne doit son nom à Brutus n’a aucune base historique mais provient plutôt de l'homophonie entre Brutus (Britto, Britus) et Britannia. Le personnage est une fiction médiévale créée pour fournir une généalogie originale aux nobles britto-romains.
Quant au nom de Trinovantum « nouvelle Troie » qu’aurait porté la ville de Londres, il proviendrait du nom du peuple celte établi dans cette région : les Trinovantes.
Les Chroniques galloises, rapportées notamment par Nennius et Gildas, posent des problèmes, particulièrement à propos de la généalogie de Brutus. Cette version est en totale contradiction avec les généalogies troyennes classiques, tant au niveau des familles royales que des dieux grecs.
Philippe Jouët a identifié dans le texte une définition trifonctionnelle de Brutus : inter sapientes sapiens, inter bellicosos bellicosus et quicquid auri vel argenti... acquirebat, totum militibus erogabat « sage entre les sages, vaillant entre les vaillants, quelque or ou argent qu’il se procurât, il distribuait le tout à ses soldats ».  Brutus est un roi trifonctionnel (voir l’article fonctions tripartites indo-européennes). Il est donc « l’incarnation du corps social » des Brittons.

## Matière de Bretagne
Le mythe fondateur de Brutus était connu, au Moyen Âge dans tout le monde celtique : outre les textes déjà cités, on le trouve mentionné dans la littérature celtique galloise dans le récit bardique Armes Prydein (« Prophétie de Bretagne ») et en Irlande dans le Leabhbor Bretnach qui rapporte cette généalogie.
Le personnage de Brutus est devenu un élément important de la matière de Bretagne, un corpus d’événements légendaires de l’île de Bretagne et de l'Armorique, qui a été largement validé comme réalité historique jusqu’aux XIIe et XVIIIe siècles. Son image a cependant été éclipsée par le succès de la geste du roi Arthur.